# Gomphogyne heterosperma
Gomphogyne heterosperma är en gurkväxtart som först beskrevs av Nathaniel Wallich, och fick sitt nu gällande namn av Wilhelm Sulpiz Kurz. Gomphogyne heterosperma ingår i släktet Gomphogyne och familjen gurkväxter. Utöver nominatformen finns också underarten G. h. vittata.